# Bus Simulator 21
Bus Simulator 21 é um jogo eletrônico de simulador de ônibus desenvolvido pela Stillalive Studios e publicado pela Astragon Entertainment e foi desenvolvido na Unreal Engine 4. É o sexto da série Bus Simulator e é a sequência direta do Bus Simulator 18. O jogo foi lançado em 7 de setembro de 2021 para Microsoft Windows, PlayStation 4 e Xbox One e para Xbox Series X/S e PlayStation 5 em 16 de maio de 2023.

## Jogabilidade
O Bus Simulator 21 acontece em "Angel Shores", uma cidade moderna fictícia localizada nos Estados Unidos, baseada na área da baía de São Francisco. O jogo contará com um litoral e distritos como Chinatown. Além do mapa da Califórnia, o jogo terá um mapa "Seaside Valley" revisado de seu antecessor Bus Simulator 18. Em termos de veículos, o jogo apresenta um ônibus de dois andares – como o Alexander Dennis Enviro500 oficialmente licenciado – bem como ônibus elétricos para a série. Outras marcas de ônibus licenciadas incluem Blue Bird, BYD, Grande West, Iveco, MAN, Mercedes-Benz, Scania, Setra e Volvo. O jogo também oferecerá um modo multiplayer cooperativo.

## Desenvolvimento e lançamento
A Stillalive Studios e a Astragon Entertainment permanecerão como desenvolvedora e editora da série, respectivamente. O jogo foi lançado em 2021 para Microsoft Windows, PlayStation 4 e Xbox One. A data de lançamento foi posteriormente confirmada em 7 de setembro de 2021, bem como mais duas nona geração de consoles de videogame PlayStation 5 e Xbox Series X.